# Маркос Чарас
Маркос Чарас (на испански: Marcos Charras) e аржентински футболист.

## Биография
Роден е на 13 май 1983 г. в Росарио. Играе в отборите на Росарио Сентрал, ЦСКА София (2002-2004), Велес Сарсфийлд, Килмес, ФК Далас. От 2008 г. е играч на ФК Динамо Тбилиси. Позицията на която играе най-често е ляв защитник. Бивш младежки национал на Аржентина до 17 и 20 години, където играе заедно с Карлос Тевес и Хавиер Масчерано.